# Irische Badmintonmeisterschaft 1972
Die Irische Badmintonmeisterschaft 1972 fand Mitte 1972 statt.

## Die Sieger und Platzierten
| Disziplin    | Gold                             | Silber                         | Bronze                          |
| ------------ | -------------------------------- | ------------------------------ | ------------------------------- |
| Herreneinzel | Peter Moore                      | Adrian Bell                    | Michael Morrow                  |
| Herreneinzel | Peter Moore                      | Adrian Bell                    | B. Carson                       |
| Dameneinzel  | Mary Bryan                       | Yvonne Kelly                   | Barbara Beckett                 |
| Dameneinzel  | Mary Bryan                       | Yvonne Kelly                   | E. Galbraith                    |
| Herrendoppel | David Doherty Clifford McIlwaine | Peter Moore Ronnie Reddick     | Adrian Bell Colin Bell          |
| Herrendoppel | David Doherty Clifford McIlwaine | Peter Moore Ronnie Reddick     | Cyril W. Wilkinson Samuel Blair |
| Damendoppel  | Yvonne Kelly Mary Bryan          | Barbara Beckett Lena McAleese  | Sue Peard Mary Dinan            |
| Damendoppel  | Yvonne Kelly Mary Bryan          | Barbara Beckett Lena McAleese  | Heather Young L. Young          |
| Mixed        | John McCloy Mary Bryan           | Ronnie Reddick Barbara Beckett | John Taylor Heather Young       |
| Mixed        | John McCloy Mary Bryan           | Ronnie Reddick Barbara Beckett | Kenneth Carlisle Lena McAleese  |